# 대구덕희학교
대구덕희학교는 대구광역시 남구에 있는 사립 특수학교이다. 정서행동장애 학생을 위한 특수교육기관으로 유치부, 초등부, 중학부, 고등부, 전공과를 두고 있다.

## 역사
- 1982. 11. 20   설립인가 (초등학교 과정 12학급)
- 1983. 03. 01   초대교장 원명욱 취임
- 1983. 03. 18   개교 및 입학식
- 1988. 01. 11   유치원과정 병설인가
- 1988. 08. 18   중학교과정 병설인가
- 1991. 08. 05   고등학교 과정 병설인가
- 2009. 09. 01    제9대 교장 최미지 취임
- 2010. 10. 07   전공과 설립인가 (2학급)
- 2011. 02. 17   초등학교과정 제23회 졸업
- 2011. 02. 17   중학교과정 제20회 졸업
- 2011. 02. 17   고등학교과정 제17회 졸업
- 2011. 03. 02   입학식(61명입학-초:10, 중:14, 고:13, 전공:24)
- 2012. 11. 30   대한민국 좋은학교 선정(교육과학기술부장관 표창)
- 2013. 12. 31   진로교육 실천사례연구발표대회  학교경영분과 전국 1등급(교육부장관상) 수상
- 2017. 12. 19   청렴도 향상 의지 평가 최우수학교 선정